# Plocamopherus
Genre
Plocamopherus est un genre de mollusques de l'ordre des nudibranches.

## Liste des espèces
Selon World Register of Marine Species, on compte 15 espèces :
- Plocamopherus amboinensis Bergh, 1890
- Plocamopherus apheles Barnard, 1927
- Plocamopherus ceylonicus (Kelaart, 1858)
- Plocamopherus imperialis Angas, 1864
- Plocamopherus indicus Bergh, 1890
- Plocamopherus lemur Vallès & Gosliner, 2006
- Plocamopherus lucayensis Hamann & Farmer, 1988
- Plocamopherus maculapodium Vallès & Gosliner, 2006
- Plocamopherus maculatus (Pease, 1860)
- Plocamopherus maderae (Lowe, 1842)
- Plocamopherus margaretae Vallès & Gosliner, 2006
- Plocamopherus ocellatus (Rüppell & Leuckart, 1831)
- Plocamopherus pecoso Vallès & Gosliner, 2006
- Plocamopherus pilatectus Hamann & Farmer, 1988
- Plocamopherus tilesii Bergh, 1877